# Élections législatives de 1951 en Eure-et-Loir
Les élections législatives françaises de 1951 se tiennent le 17 juin. Ce sont les deuxièmes élections législatives de la Quatrième République.

## Mode de scrutin
Représentation proportionnelle plurinominale suivant la méthode du plus fort reste dans 103 circonscriptions, conformément à la loi des apparentements : les listes qui se sont « apparentées » avant l'élection remportent tous les sièges de la circonscription si leurs voix ajoutées obtiennent la majorité absolue des suffrages exprimés. Il y a 629 sièges à pourvoir.
Le vote préférentiel est admis. 
Dans le département d'Eure-et-Loir, quatre députés sont à élire.

## Candidats

### Liste d'union des républicains nationaux, indépendants et paysans et du Rassemblement du peuple français
| N° | Candidats | Candidats         | Parti    | Principales fonctions                                                                                |
| -- | --------- | ----------------- | -------- | --- |
| 01 |           | Pierre July       | RPF      | Député sortant, avoué plaidant à Dreux, directeur politique de l'Écho républicain, ancien résistant  |
| 02 |           | Maurice Fredet    | app.CNIP | Député sortant, chirurgien de l'Hôtel-Dieu de Chartres, conseiller général du canton de Chartres-Sud |
| 03 |           | François Levacher | CNIP     | Cultivateur à Édeville, maire de Saint-Maur-sur-le-Loir                                              |
| 04 |           | Antoine de Layre  | RPF      | Agriculteur-éleveur, ingénieur agricole, conseiller municipal de Beaumont-les-Autels                 |

### Liste républicaine radicale et radicale-socialiste, UDSR et RGR
| N° | Candidats | Candidats         | Parti       | Principales fonctions                                                                                                 |
| -- | --------- | ----------------- | ----------- | --- |
| 01 |           | Maurice Viollette | Radical     | Député sortant, Président du Conseil général, maire de Dreux, ancien Ministre, ancien Gouverneur général de l'Algérie |
| 02 |           | Georges Rastel    | UDSR        | Docteur en droit, Préfet honoraire                                                                                    |
| 03 |           | Paul Gauchery     | Radical-RGR | Cultivateur, conseiller municipal de Châteaudun                                                                       |
| 04 |           | Ernest Pavée      | Radical-RGR | Cultivateur éleveur, maire de Frétigny                                                                                |

### Liste du Parti communiste français
| N° | Candidats | Candidats        | Parti | Principales fonctions                                                              |
| -- | --------- | ---------------- | ----- | ---------------------------------------------------------------------------------- |
| 01 |           | Roger Peluau     | PCF   | Cheminot, secrétaire générale de l'Union départementale CGT, Chartres              |
| 02 |           | Jean Stive       | PCF   | Secrétaire de l'Union départementale des syndicats agricoles CGT, Prunay-le-Gillon |
| 03 |           | Marcel Chartrain | PCF   | Instituteur, Luisant                                                               |
| 04 |           | Pierre Paulmier  | PCF   | Cultivateur                                                                        |

### Liste de la Section française de l'Internationale ouvrière
| N° | Candidats | Candidats        | Parti | Principales fonctions |
| -- | --------- | ---------------- | ----- | --- |
| 01 |           | Émile Vivier     | SFIO  | Huissier, questeur à l'Assemblée de l'Union française, ancien député, ancien résistant, maire de Châteauneuf-en-Thymerais |
| 02 |           | Édouard Marie    | SFIO  | Ouvrier typographe, Chartres                                                                                              |
| 03 |           | Léopold Berneron | SFIO  | Négociant en grains, maire de Chassant                                                                                    |
| 04 |           | Jules Gouzy      | SFIO  | Négociant en vins à Bonneval                                                                                              |

### Liste du Mouvement républicain populaire
| N° | Candidats | Candidats        | Parti | Principales fonctions                                        |
| -- | --------- | ---------------- | ----- | ------------------------------------------------------------ |
| 01 |           | Pierre Corval    | MRP   | Rédacteur en chef de L'Aube, conseiller de l'Union française |
| 02 |           | Adrien Gaudron   | MRP   | Cultivateur à Nogent-le-Rotrou                               |
| 03 |           | Jean Cauchon     | MRP   | Gérant commercial, Dreux                                     |
| 04 |           | Marcel Nouvellon | MRP   | Cultivateur, salarié agricole à Dangers                      |

### Liste de défense des libertés
| N° | Candidats | Candidats         | Parti                | Principales fonctions |
| -- | --------- | ----------------- | -------------------- | --------------------- |
| 01 |           | René Leclerc      | Défense des libertés |                       |
| 02 |           | Denise Leclerc    | Défense des libertés |                       |
| 03 |           | Robert Lefèvre    | Défense des libertés |                       |
| 04 |           | Madeleine Lefèvre | Défense des libertés |                       |

## Élus
| Député sortant    | Parti | Parti | Député élu ou réélu | Parti | Parti   |
| ----------------- | ----- | ----- | ------------------- | ----- | ------- |
| Maurice Genest    |       | PCF   | Georges Rastel*     |       | UDSR    |
| Maurice Viollette |       | UDSR  | Maurice Viollette   |       | Rad soc |
| Pierre July       |       | CNIP  | Pierre July         |       | RPF     |
| Maurice Fredet    |       | CNIP  | Maurice Fredet      |       | CNIP    |

- L'élection de M. Rastel a été annulée.

Le 10 février 1952, François Levacher, CNIP, est élu.

## Résultats

### Résultats à l'échelle du département
- Les listes Rad soc-UDSR-RGR, de la SFIO et du MRP se sont apparentées.
- Leurs voix cumulées représentant moins de 50% des exprimés, les sièges sont répartis à la proportionnelle entre tous les partis.
- Le score de l'apparentement est considéré comme celui d'une liste pour la répartition générale, ensuite la répartition interne des sièges entre apparentées se fait également à la proportionnelle.

| Parti    | Parti          | Tête de liste     | Résultats | Résultats | Sièges |  |
| Parti    | Parti          | Tête de liste     | Voix      | %         |        |  |
| -------- | -------------- | ----------------- | --------- | --------- | ------ |  |
|          | RPF-CNIP       | Pierre July       | 48 303    | 39,78     | 2      |  |
|          | Rad-UDSR-RGR * | Maurice Viollette | 29 583    | 24,36     | 2      |  |
|          | PCF            | Roger Peluau      | 22 773    | 18,75     | 0      |  |
|          | SFIO *         | Émile Vivier      | 11 377    | 9,37      | 0      |  |
|          | MRP *          | Pierre Corval     | 6 797     | 5,60      | 0      |  |
|          | Déf. lib       | René Leclerc      | 1 329     | 1,09      | 0      |  |
|          |                |                   |           |           |        |  |
| Inscrits | Inscrits       | Inscrits          | 152 200   | 100,00    | 4      |  |
| Votants  | Votants        | Votants           | 125 383   | 82,38     |        |  |
| Exprimés | Exprimés       | Exprimés          | 121 440   | 96,86     |        |  |